# Westdeutsche Badmintonmeisterschaft
Westdeutsche Badmintonmeisterschaften werden seit der Saison 1953/1954 ausgetragen. Sie stellen die zweithöchste Meisterschaftsebene im Badminton in Deutschland dar und sind die direkte Qualifikation für die deutschen Meisterschaften. Die Titelkämpfe umfassen geographisch das Bundesland Nordrhein-Westfalen. Dort entstanden in den 1950er Jahren die ersten Badmintonvereine in der Bundesrepublik. Die Gruppe West ist traditionell eine der stärksten Regionen im deutschen Badminton.

## Austragungsorte
| Jahr | Datum          | Ort             |
| ---- | -------------- | --------------- |
| 1954 | 31.01.1954     | Düsseldorf      |
| 1955 | 26./27.02.1955 | Solingen-Ohligs |
| 1956 | 17./18.03.1956 | Bottrop         |
| 1957 | 16./17.02.1957 | Bonn            |
| 1958 | 22./23.02.1958 | Wesseling       |
| 1959 | 14./15.02.1959 | Gelsenkirchen   |
| 1960 | 20./21.02.1960 | Bonn            |
| 1961 | 18./19.02.1961 | Gelsenkirchen   |
| 1962 | 17./18.02.1962 | Bochum          |
| 1963 | 16./17.02.1963 | Euskirchen      |
| 1964 | 15./16.02.1964 | Wesel           |
| 1965 | 06./07.02.1965 | Bonn            |
| 1966 | 05./06.02.1966 | Bonn            |
| 1967 | 29./30.04.1967 | Essen           |
| 1968 | 03./04.02.1968 | Oberhausen      |
| 1969 | 22./23.02.1969 | Krefeld         |
| 1970 | 21./22.02.1970 | Euskirchen      |
| 1971 | 27./28.02.1971 | Mülheim         |
| 1972 | 26./27.02.1972 | Mülheim         |
| 1973 | 17./18.02.1973 | Mülheim         |
| 1974 | 16./17.02.1974 | Solingen        |
| 1975 | 15./16.02.1975 | Mülheim         |
| 1976 | 24./25.01.1976 | Mülheim         |
| 1977 | 22./23.01.1977 | Solingen        |
| 1978 | 28./29.01.1978 | Mülheim         |
| 1979 | 20./21.01.1979 | Solingen        |
| 1980 | 19./20.01.1980 | Mülheim         |
| 1981 | 17./18.01.1981 | Mülheim         |
| 1982 | 16./17.01.1982 | Leverkusen      |
| 1983 | 15./16.01.1983 | Bielefeld       |
| 1984 | 21./22.01.1984 | Mülheim         |
| 1985 | 19./20.01.1985 | Mülheim         |
| 1986 | 18./19.01.1986 | Mülheim         |
| 1987 | 17./18.01.1987 | Mülheim         |
| 1988 | 15./16.01.1988 | Mülheim         |
| 1989 | 15./16.01.1989 | Mülheim         |

| Saison | Datum          | Ort               |
| ------ | -------------- | ----------------- |
| 1990   | 13./14.01.1990 | Mülheim           |
| 1991   | 12./13.01.1991 | Mülheim           |
| 1992   | 11./12.01.1992 | Mülheim           |
| 1993   | 09./10.01.1993 | Mülheim           |
| 1994   | 08./09.01.1994 | Mülheim           |
| 1995   | 07./08.01.1995 | Mülheim           |
| 1996   | 06./07.01.1996 | Mülheim           |
| 1997   | 11./12.01.1997 | Bottrop           |
| 1998   | 10./11.01.1998 | Bottrop           |
| 1999   | 09./10.01.1999 | Bottrop           |
| 2000   | 08./09.01.2000 | Bottrop           |
| 2001   | 07.-08.01.2001 | Gütersloh         |
| 2002   |                |                   |
| 2003   | 04.-05.01.2003 | Bottrop           |
| 2004   | 10.-11.01.2004 | Bottrop           |
| 2005   | 08.-09.01.2005 | Bottrop           |
| 2006   | 07.-08.01.2006 | Bottrop           |
| 2007   | 06.-07.01.2007 | Bottrop           |
| 2008   | 05.-06.01.2008 | Bottrop           |
| 2009   | 03.-04.01.2009 | Refrath           |
| 2010   | 09.-10.01.2010 | Refrath           |
| 2011   | 08.-09.01.2011 | Refrath           |
| 2012   | 07.-08.01.2012 | Refrath           |
| 2013   | 05.-06.01.2013 | Refrath           |
| 2014   | 04.-05.01.2014 | Refrath           |
| 2015   | 10.-11.01.2015 | Refrath           |
| 2016   | 09.-10.01.2016 | Refrath           |
| 2017   | 07.-08.01.2017 | Refrath           |
| 2018   | 06.-07.01.2018 | Refrath           |
| 2019   | 05.-06.01.2019 | Refrath           |
| 2020   | 11.-12.01.2020 | Refrath           |
| 2022   | 07.-09.01.2022 | Bergisch Gladbach |
| 2023   | 06.-08.01.2023 | Lüdinghausen      |
| 2024   | 05.-07.01.2024 | Lüdinghausen      |
| 2025   | 03.-05.01.2025 | Lüdinghausen      |
| 2026   |                |                   |

## Titelträger
| Saison    | Herreneinzel                               | Dameneinzel                                | Herrendoppelkk                                                                            | Damendoppel                                                                           | Mixed                                                                                    |
| --------- | ------------------------------------------ | ------------------------------------------ | ----------------------------------------------------------------------------------------- | ------------------------------------------------------------------------------------- | ---------------------------------------------------------------------------------------- |
| 1953/1954 | Heinz Koch (STC Blau-Weiß Solingen)        | Hannelore Schmidt (STC Blau-Weiß Solingen) | Hans Walbrück (1. DBC im SSF Bonn) Günter Ropertz (1. DBC im SSF Bonn)                    | Irmgard Ehle (Ohligser TV) Erna Wüsthoff (Ohligser TV)                                | Heinz Koch (STC Blau-Weiß Solingen) Hannelore Schmidt (STC Blau-Weiß Solingen)           |
| 1954/1955 | Hans Eschweiler (1. DBC im SSF Bonn)       | Hannelore Schmidt (STC Blau-Weiß Solingen) | Hans Riegel (1. DBC im SSF Bonn) Hans Walbrück (1. DBC im SSF Bonn)                       | Irmgard Ehle (Ohligser TV) Erna Wüsthoff (Ohligser TV)                                | Heinz Koch (STC Blau-Weiß Solingen) Hannelore Schmidt (STC Blau-Weiß Solingen)           |
| 1955/1956 | Günter Ropertz (1. DBC im SSF Bonn)        | Hannelore Schmidt (STC Blau-Weiß Solingen) | Hans Eschweiler (1. DBC im SSF Bonn) Günter Ropertz (1. DBC im SSF Bonn)                  | Hannelore Schmidt (STC Blau-Weiß Solingen) Gisela Ellermann (STC Blau-Weiß Solingen)  | Heinz Koch (STC Blau-Weiß Solingen) Hannelore Schmidt (STC Blau-Weiß Solingen)           |
| 1956/1957 | Heinz Koch (STC Blau-Weiß Solingen)        | Hannelore Schmidt (STC Blau-Weiß Solingen) | Hans Eschweiler (1. DBC im SSF Bonn) Günter Ropertz (1. DBC im SSF Bonn)                  | Irmgard Ehle (Ohligser TV) Erna Wüsthoff (Ohligser TV)                                | Günter Ropertz (1. DBC im SSF Bonn) Luise Schmitz (1. DBC im SSF Bonn)                   |
| 1957/1958 | Walter Stuch (1. DBC im SSF Bonn)          | Hannelore Schmidt (STC Blau-Weiß Solingen) | Klaus Dültgen (Merscheider TV) Konrad Hapke (Merscheider TV)                              | Hannelore Schmidt (STC Blau-Weiß Solingen) Gisela Ellermann (STC Blau-Weiß Solingen)  | Hans Eschweiler (1. DBC im SSF Bonn) Luise Schmitz (1. DBC im SSF Bonn)                  |
| 1958/1959 | Ralf Caspary (1. DBC im SSF Bonn)          | Hannelore Schmidt (STC Blau-Weiß Solingen) | Klaus Dültgen (Merscheider TV) Konrad Hapke (Merscheider TV)                              | Hannelore Schmidt (STC Blau-Weiß Solingen) Gisela Ellermann (STC Blau-Weiß Solingen)  | Heinz Koch (STC Blau-Weiß Solingen) Hannelore Schmidt (STC Blau-Weiß Solingen)           |
| 1959/1960 | Walter Stuch (1. DBC im SSF Bonn)          | Ute Seelbach (BC Düsseldorf)               | Jürgen Koch (Merscheider TV) Dieter Füllbeck (Merscheider TV)                             | Irmgard Latz (Krefelder BC) Ute Seelbach (BC Düsseldorf)                              | Dieter Schramm (BC Düsseldorf) Ute Seelbach (BC Düsseldorf)                              |
| 1960/1961 | Ralf Caspary (1. DBC im SSF Bonn)          | Irmgard Latz (Krefelder BC)                | Jürgen Koch (Merscheider TV) Dieter Füllbeck (Merscheider TV)                             | Irmgard Latz (Krefelder BC) Hannelore Schmidt (STC Blau-Weiß Solingen)                | Dieter Schramm (BC Düsseldorf) Ute Seelbach (BC Düsseldorf)                              |
| 1961/1962 | Walter Stuch (1. BC Beuel)                 | Irmgard Latz (Krefelder BC)                | Dieter Landers (1. Essener BC 54) Bernd Kaluza (1. Essener BC 54)                         | Irmgard Latz (Krefelder BC) Hannelore Schmidt (STC Blau-Weiß Solingen)                | Dieter Füllbeck (Merscheider TV) Gitti Neuhaus (Merscheider TV)                          |
| 1962/1963 | Walter Stuch (1. BC Beuel)                 | Irmgard Latz (Krefelder BC)                | Dieter Landers (1. Essener BC 54) Bernd Kaluza (1. Essener BC 54)                         | Irmgard Latz (Krefelder BC) Gisela Hoffmann (Krefelder BC)                            | Konrad Hapke (Merscheider TV) Heide Hau (Merscheider TV)                                 |
| 1963/1964 | Friedhelm Wulff (VfL Bochum)               | Irmgard Latz (Krefelder BC)                | Gerhard Kucki (1. BV Mülheim) Horst Lösche (1. BV Mülheim)                                | Irmgard Latz (Krefelder BC) Hannelore Schmidt (STC Blau-Weiß Solingen)                | Peter Besken (Merscheider TV) Heide Hau (Merscheider TV)                                 |
| 1964/1965 | Klaus Walter (1. DBC im SSF Bonn)          | Heide Hau (Merscheider TV)                 | Peter Birtel (VfL Bochum) Friedhelm Wulff (VfL Bochum)                                    | Irmgard Latz (Krefelder BC) Gerda Schumacher (1. DBC im SSF Bonn)                     | Hans-Dietrich Emmers (STC Blau-Weiß Solingen) Hannelore Schmidt (STC Blau-Weiß Solingen) |
| 1965/1966 | Wolfgang Bochow (1. DBC im SSF Bonn)       | Marieluise Wackerow (1. BC Beuel)          | Wolfgang Bochow (1. DBC im SSF Bonn) Friedhelm Wulff (1. DBC im SSF Bonn)                 | Irmgard Latz (1. DBC im SSF Bonn) Gerda Schumacher (1. DBC im SSF Bonn)               | Friedhelm Wulff (VfL Bochum) Margarete Burkhardt (VfL Bochum)                            |
| 1966/1967 | Karl-Heinz Garbers (1. FBC Marl)           | Marieluise Wackerow (1. BC Beuel)          | Roland Maywald (1. BC Beuel) Karl Weiland (1. BC Beuel)                                   | Marieluise Wackerow (1. BC Beuel) Lore Hawig (1. BC Beuel)                            | Hans-Dietrich Emmers (Merscheider TV) Bärbel Klaus (Merscheider TV)                      |
| 1967/1968 | Gerhard Kucki (1. BV Mülheim)              | Gudrun Ziebold (1. BC Beuel)               | Roland Maywald (1. BC Beuel) Karl Weiland (1. BC Beuel)                                   | Marieluise Wackerow (1. BC Beuel) Gudrun Ziebold (1. BC Beuel)                        | Hans-Dietrich Emmers (Merscheider TV) Bärbel Klaus (Merscheider TV)                      |
| 1968/1969 | Roland Maywald (1. BC Beuel)               | Marieluise Wackerow (1. BC Beuel)          | Roland Maywald (1. BC Beuel) Karl Weiland (1. BC Beuel)                                   | Marieluise Wackerow (1. BC Beuel) Gudrun Ziebold (1. BC Beuel)                        | Hans-Dietrich Emmers (Merscheider TV) Gerda Schumacher (1. DBC im SSF Bonn)              |
| 1969/1970 | Gerhard Kucki (1. BV Mülheim)              | Marieluise Wackerow (1. BC Beuel)          | Roland Maywald (1. BC Beuel) Karl Weiland (1. BC Beuel)                                   | Marieluise Wackerow (1. BC Beuel) Gudrun Ziebold (1. BC Beuel)                        | Horst Lösche (1. BV Mülheim) Irmgard Latz (1. DBC im SSF Bonn)                           |
| 1970/1971 | Karl-Heinz Garbers (1. BV Mülheim)         | Irmgard Latz (SC Bayer 05 Uerdingen)       | Hans-Dietrich Emmers (Merscheider TV) Kurt Link (1. BV Mülheim)                           | Irmgard Latz (SC Bayer 05 Uerdingen) Brigitte Steden (VfL Bochum)                     | Gerhard Kucki (1. BV Mülheim) Karin Dittberner (1. BV Mülheim)                           |
| 1971/1972 | Wolfgang Bochow (1. DBC im SSF Bonn)       | Irmgard Latz (SC Bayer 05 Uerdingen)       | Gerhard Kucki (1. BV Mülheim) Karl-Heinz Garbers (1. BV Mülheim)                          | Marieluise Wackerow (1. BC Beuel) Karin Dittberner (1. BV Mülheim)                    | Roland Maywald (1. BC Beuel) Brigitte Steden (VfL Bochum)                                |
| 1972/1973 | Wolfgang Bochow (1. DBC im SSF Bonn)       | Brigitte Steden (VfL Bochum)               | Gerhard Kucki (1. BV Mülheim) Karl-Heinz Garbers (1. BV Mülheim)                          | Marieluise Wackerow (1. BC Beuel) Karin Dittberner (1. BV Mülheim)                    | Karl-Heinz Garbers (1. BV Mülheim) Lore Hawig (Siegburger Sportverein 04)                |
| 1973/1974 | Roland Maywald (1. BC Beuel)               | Marieluise Wackerow (1. BC Beuel)          | Gerhard Kucki (1. BV Mülheim) Karl-Heinz Garbers (1. BV Mülheim)                          | Marieluise Wackerow (1. BC Beuel) Brigitte Steden (VfL Bochum)                        | Roland Maywald (1. BC Beuel) Brigitte Steden (VfL Bochum)                                |
| 1974/1975 | Roland Maywald (1. BC Beuel)               | Eva-Maria Kranz (1. BC Beuel)              | Karl-Heinz Zwiebler (1. BC Beuel) Reiner Wodey (1. BC Beuel)                              | Marieluise Wackerow (1. BC Beuel) Brigitte Steden (VfL Bochum)                        | Wolfgang Bochow (1. DBC im SSF Bonn) Marieluise Wackerow (1. BC Beuel)                   |
| 1975/1976 | Michael Schnaase (1. BV Mülheim)           | Irmgard Latz (SC Bayer 05 Uerdingen)       | Gerhard Kucki (1. BV Mülheim) Roland Maywald (1. BC Beuel)                                | Marieluise Wackerow (1. BC Beuel) Eva-Maria Kranz (1. BC Beuel)                       | Gerhard Kucki (1. BV Mülheim) Karin Kucki (1. BV Mülheim)                                |
| 1976/1977 | Wolfgang Bochow (1. DBC im SSF Bonn)       | Brigitte Steden (OSC 04 Rheinhausen)       | Gerhard Kucki (1. BV Mülheim) Karl-Heinz Garbers (1. BV Mülheim)                          | Eva-Maria Kranz (1. BC Beuel) Brigitte Steden (OSC 04 Rheinhausen)                    | Karl-Heinz Garbers (1. BV Mülheim) Karin Kucki (1. BV Mülheim)                           |
| 1977/1978 | Michael Schnaase (1. BV Mülheim)           | Eva-Maria Kranz (1. BC Beuel)              | Gerhard Kucki (1. BV Mülheim) Karl-Heinz Garbers (1. BV Mülheim)                          | Karin Dittberner (1. BV Mülheim) Antonie Schwabe (1. BV Mülheim)                      | Roland Maywald (1. BC Beuel) Marieluise Wackerow (1. BC Beuel)                           |
| 1978/1979 | Michael Schnaase (1. BV Mülheim)           | Eva-Maria Kranz (1. BC Beuel)              | Horst Lösche (1. BV Mülheim) Michael Schnaase (1. BV Mülheim)                             | Karin Dittberner (1. BV Mülheim) Antonie Schwabe (1. BV Mülheim)                      | Horst Lösche (1. BV Mülheim) Marie-Luise Schulta-Jansen (1. BC Beuel)                    |
| 1979/1980 | Michael Schnaase (1. BV Mülheim)           | Marie-Luise Schulta-Jansen (1. BV Mülheim) | Gerhard Kucki (1. BV Mülheim) Karl-Heinz Garbers (1. BV Mülheim)                          | Karin Dittberner (1. BV Mülheim) Antonie Schwabe (1. BV Mülheim)                      | Gerhard Kucki (1. BV Mülheim) Karin Dittberner (1. BV Mülheim)                           |
| 1980/1981 | Michael Schnaase (1. BV Mülheim)           | Kirsten Schmieder (OSC 04 Rheinhausen)     | Gerhard Kucki (1. BV Mülheim) Karl-Heinz Garbers (1. BV Mülheim)                          | Karin Dittberner (1. BV Mülheim) Petra Dieris-Wierichs (1. BV Mülheim)                | Roland Maywald (1. BC Beuel) Marieluise Wackerow (1. BC Beuel)                           |
| 1981/1982 | Michael Schnaase (1. BV Mülheim)           | Eva-Maria Kranz (1. BC Beuel)              | Harald Klauer (1. DBC im SSF Bonn) Gerhard Treitinger (1. DBC im SSF Bonn)                | Marieluise Wackerow (1. BC Beuel) Eva-Maria Kranz (1. BC Beuel)                       | Harald Klauer (1. DBC im SSF Bonn) Ingrid Thaler (1. DBC im SSF Bonn)                    |
| 1982/1983 | Uwe Scherpen (BC Schwarz-Weiß Köln)        | Kirsten Schmieder (OSC 04 Rheinhausen)     | Roland Maywald (1. BC Beuel) Karl-Heinz Zwiebler (1. BC Beuel)                            | Marieluise Wackerow (1. BC Beuel) Eva-Maria Kranz (1. BC Beuel)                       | Rolf Heyer (OSC 04 Rheinhausen) Kirsten Schmieder (OSC 04 Rheinhausen)                   |
| 1983/1984 | Hans-Georg Fischedick (Bottroper BG)       | Heidi Krickhaus (STC Blau-Weiß Solingen)   | Roland Maywald (1. BC Beuel) Karl-Heinz Zwiebler (1. BC Beuel)                            | Dorett Hökel (1. DBC im SSF Bonn) Gabriele Splett (1. DBC im SSF Bonn)                | Bernd Wessels (STC Blau-Weiß Solingen) Heidi Krickhaus (STC Blau-Weiß Solingen)          |
| 1984/1985 | Harald Klauer (1. DBC im SSF Bonn)         | Heidi Krickhaus (STC Blau-Weiß Solingen)   | Fritz Hofmeister (FC Langenfeld) Harald Rahn (FC Langenfeld)                              | Kirsten Schmieder (OSC 04 Rheinhausen) Petra Dieris-Wierichs (OSC 04 Rheinhausen)     | Harald Klauer (1. DBC im SSF Bonn) Kirsten Schmieder (1. DBC im SSF Bonn)                |
| 1985/1986 | Guido Schänzler (TTC Brauweiler 1948)      | Kirsten Schmieder (TTC Brauweiler 1948)    | Fritz Hofmeister (FC Langenfeld) Harald Rahn (FC Langenfeld)                              | Kirsten Schmieder (OSC 04 Rheinhausen) Heidi Krickhaus (FC Langenfeld)                | Robert Neumann (Ohligser TV) Nicole Baldewein (OSC Düsseldorf)                           |
| 1986/1987 | Guido Schänzler (TTC Brauweiler 1948)      | Kirsten Schmieder (TTC Brauweiler 1948)    | Guido Schänzler (TTC Brauweiler 1948) Stephan Kuhl (TTC Brauweiler 1948)                  | Andrea Lewandowski (1. BV Mülheim) Christine Skropke (SC Bayer 05 Uerdingen)          | Harald Rahn (1. DBC im SSF Bonn) Dorett Hökel (1. DBC im SSF Bonn)                       |
| 1987/1988 | Harald Klauer (1. DBC im SSF Bonn)         | Kirsten Schmieder (TTC Brauweiler 1948)    | Robert Neumann (TTC Brauweiler 1948) Ralf Rausch (SC Bayer 05 Uerdingen)                  | Andrea Lewandowski (1. BV Mülheim) Christine Skropke (SC Bayer 05 Uerdingen)          | Harald Klauer (1. DBC im SSF Bonn) Dorett Hökel (1. DBC im SSF Bonn)                     |
| 1988/1989 | Guido Schänzler (TTC Brauweiler 1948)      | Nicole Baldewein (OSC Düsseldorf)          | Robert Neumann (FC Langenfeld) Guido Schänzler (TTC Brauweiler 1948)                      | Nicole Baldewein (OSC Düsseldorf) Kerstin Ubben (FC Langenfeld)                       | Ralf Rausch (SC Bayer 05 Uerdingen) Kirsten Schmieder (FC Langenfeld)                    |
| 1989/1990 | Volker Renzelmann (TTC Brauweiler 1948)    | Andrea Lewandowski (1. BV Mülheim)         | Stephan Kuhl (FC Langenfeld) Robert Neumann (FC Langenfeld)                               | Kirsten Schmieder (FC Langenfeld) Andrea Lewandowski (1. BV Mülheim)                  | Robert Neumann (FC Langenfeld) Stefanie Rommerskirchen (FC Langenfeld)                   |
| 1990/1991 | Detlef Poste (TTC Brauweiler 1948)         | Nicole Baldewein (OSC Düsseldorf)          | Volker Renzelmann (TTC Brauweiler 1948) Detlef Poste (TTC Brauweiler 1948)                | Nicole Baldewein (OSC Düsseldorf) Petra Dieris-Wierichs (FC Langenfeld)               | Ralf Rausch (SC Bayer 05 Uerdingen) Petra Dieris-Wierichs (SC Bayer 05 Uerdingen)        |
| 1991/1992 | Detlef Poste (TTC Brauweiler 1948)         | Christine Skropke (SC Bayer 05 Uerdingen)  | Volker Renzelmann (TTC Brauweiler 1948) Detlef Poste (TTC Brauweiler 1948)                | Kerstin Bohn (SC Bayer 05 Uerdingen) Andrea Sotta (SC Bayer 05 Uerdingen)             | Olaf Ackermann (Bottroper BG) Birgitta Lehnert (Bottroper BG)                            |
| 1992/1993 | Detlef Poste (SC Bayer 05 Uerdingen)       | Andrea Findhammer (FC Langenfeld)          | Kai Mitteldorf (SC Bayer 05 Uerdingen) Volker Eiber (SC Bayer 05 Uerdingen)               | Tanja Münch (OSC Düsseldorf) Petra Dieris-Wierichs (FC Langenfeld)                    | Volker Eiber (SC Bayer 05 Uerdingen) Insa Lösche (1. BV Mülheim)                         |
| 1993/1994 | Oliver Pongratz (FC Langenfeld)            | Tanja Münch (OSC Düsseldorf)               | Robert Neumann (FC Langenfeld) Kai Mitteldorf (SC Bayer 05 Uerdingen)                     | Karen Stechmann (FC Langenfeld) Nicol Pitro (FC Langenfeld)                           | Franz-Josef Müller (OSC Düsseldorf) Tanja Münch (OSC Düsseldorf)                         |
| 1994/1995 | Oliver Pongratz (FC Langenfeld)            | Andrea Findhammer (SC Bayer 05 Uerdingen)  | Oliver Pongratz (FC Langenfeld) Detlef Poste (SC Bayer 05 Uerdingen)                      | Karen Stechmann (FC Langenfeld) Nicol Pitro (FC Langenfeld)                           | Robert Neumann (FC Langenfeld) Karen Stechmann (FC Langenfeld)                           |
| 1995/1996 | Detlef Poste (SC Bayer 05 Uerdingen)       | Nicol Krause (FC Langenfeld)               | Stephan Kuhl (OSC Düsseldorf) Detlef Poste (SC Bayer 05 Uerdingen)                        | Sandra Beißel (SC Bayer 05 Uerdingen) Christine Skropke (SC Bayer 05 Uerdingen)       | Stephan Kuhl (OSC Düsseldorf) Tanja Münch (OSC Düsseldorf)                               |
| 1996/1997 | Marc Hannes (Bottroper BG)                 | Nicole Baldewein (Bottroper BG)            | Mike Joppien (FC Langenfeld) Stephan Kuhl (SC Bayer 05 Uerdingen)                         | Sandra Beißel (SC Bayer 05 Uerdingen) Karen Stechmann (FC Langenfeld)                 | Christian Mohr (FC Langenfeld) Sandra Beißel (SC Bayer 05 Uerdingen)                     |
| 1997/1998 | Oliver Pongratz (FC Langenfeld)            | Petra Overzier (TTC Brauweiler 1948)       | Thorsten Hukriede (BV Wesel Rot-Weiss) Niels Kannengießer (Bottroper BG)                  | Karen Stechmann (FC Langenfeld) Sandra Beißel (FC Langenfeld)                         | Oliver Pongratz (FC Langenfeld) Karen Stechmann (FC Langenfeld)                          |
| 1998/1999 | Björn Joppien (FC Langenfeld)              | Petra Overzier (TTC Brauweiler 1948)       | Marc Hannes (1. BC Beuel) Ian Maywald (1. BC Beuel)                                       | Anne Hönscheid (TTC Brauweiler 1948) Petra Overzier (TTC Brauweiler 1948)             | Holger Kampen (DSC Wanne-Eickel) Katrin Kexel (PSV Remscheid 1920)                       |
| 1999/2000 | Ian Maywald (1. BC Beuel)                  | Petra Overzier (TTC Brauweiler 1948)       | Mike Joppien (FC Langenfeld) Björn Joppien (FC Langenfeld)                                | Juliane Schenk (SC Union 08 Lüdinghausen) Petra Overzier (TTC Brauweiler 1948)        | David Papendick (BVH Dorsten) Kathrin Piotrowski (Bottroper BG)                          |
| 2000/2001 | Björn Joppien (FC Langenfeld)              | Petra Overzier (TTC Brauweiler 1948)       | Mike Joppien (FC Langenfeld) Björn Joppien (FC Langenfeld)                                | Anne Hönscheid (FC Langenfeld) Kathrin Piotrowski (Bottroper BG)                      | Boris Reichel (SC Bayer 05 Uerdingen) Petra Overzier (TTC Brauweiler 1948)               |
| 2001/2002 | Ian Maywald (1. BC Beuel)                  | Juliane Schenk (SC Union 08 Lüdinghausen)  | Ian Maywald (1. BC Beuel) Marc Hannes (1. BC Beuel)                                       | Carina Mette (Bottroper BG) Sandra Marinello (SC Union 08 Lüdinghausen)               | Hendrik Westermeyer (BVH Dorsten) Miriam Mroß (Spvg Steinhagen)                          |
| 2002/2003 | Mike Joppien (FC Langenfeld)               | Juliane Schenk (SC Union 08 Lüdinghausen)  | Stephan Löll (BV Wesel Rot-Weiss) Hendrik Westermeyer (BVH Dorsten)                       | Juliane Schenk (SC Union 08 Lüdinghausen) Sandra Marinello (SC Union 08 Lüdinghausen) | Mike Joppien (FC Langenfeld) Kathrin Piotrowski (FC Langenfeld)                          |
| 2003/2004 | Oliver Pongratz (SC Union 08 Lüdinghausen) | Stefanie Müller (FC Langenfeld)            | Ian Maywald (1. BC Beuel) Marc Zwiebler (1. BC Beuel)                                     | Aileen Rößler (FC Langenfeld) Birgit Overzier (1. BC Beuel)                           | Marc Zwiebler (1. BC Beuel) Birgit Overzier (1. BC Beuel)                                |
| 2004/2005 | Oliver Pongratz (SC Union 08 Lüdinghausen) | Juliane Schenk (SC Union 08 Lüdinghausen)  | Mike Joppien (FC Langenfeld) Thorsten Hukriede (FC Langenfeld)                            | Juliane Schenk (SC Union 08 Lüdinghausen) Birgit Overzier (1. BC Beuel)               | Hendrik Westermeyer (BVH Dorsten) Miriam Mroß (BVH Dorsten)                              |
| 2005/2006 | Ian Maywald (1. BC Beuel)                  | Petra Overzier (1. BC Beuel)               | Mike Joppien (FC Langenfeld) Thorsten Hukriede (FC Langenfeld)                            | Petra Overzier (1. BC Beuel) Birgit Overzier (1. BC Beuel)                            | Thorsten Hukriede (FC Langenfeld) Birgit Overzier (1. BC Beuel)                          |
| 2006/2007 | Matthias Kuchenbecker (Bottroper BG)       | Monja Bölter (BVH Dorsten)                 | Philipp Knoll (Bottroper BG) Hendrik Westermeyer (SC Union 08 Lüdinghausen)               | Michaela Peiffer (1. BV Mülheim) Kim Buss (TV Refrath)                                | David Papendick (Bottroper BG) Aileen Rößler (Bottroper BG)                              |
| 2007/2008 | Mike Joppien (FC Langenfeld)               | Kim Buss (TV Refrath)                      | Josche Zurwonne (SC Union 08 Lüdinghausen) Hendrik Westermeyer (SC Union 08 Lüdinghausen) | Michaela Peiffer (1. BV Mülheim) Petra Reichel (1. BV Mülheim)                        | Hendrik Westermeyer (SC Union 08 Lüdinghausen) Laura Ufermann (SC Union 08 Lüdinghausen) |
| 2008/2009 | Ian Maywald (1. BC Beuel)                  | Lisa Heidenreich (1. BC Düren)             | Danny Schwarz (TV Refrath) Hendrik Westermeyer (SC Union 08 Lüdinghausen)                 | Britta Hogrefe (TV Refrath) Hanna Kölling (TV Refrath)                                | Mike Joppien (FC Langenfeld) Fabienne Deprez (FC Langenfeld)                             |
| 2009/2010 | Mathieu Pohl (1. BC Düren)                 | Fabienne Deprez (FC Langenfeld)            | Thorsten Hukriede (BV Wesel Rot-Weiss) Mike Joppien (FC Langenfeld)                       | Carina Mette (SC Union 08 Lüdinghausen) Laura Ufermann (SC Union 08 Lüdinghausen)     | Hendrik Westermeyer (BC Hohenlimburg) Laura Ufermann (SC Union 08 Lüdinghausen)          |
| 2010/2011 | Alexander Roovers (1. BV Mülheim)          | Fabienne Deprez (FC Langenfeld)            | Thorsten Hukriede (BV Wesel Rot-Weiss) Philipp Wachenfeld (1. BC Düren)                   | Kim Buss (TV Refrath) Laura Ufermann (SC Union 08 Lüdinghausen)                       | Hendrik Westermeyer (BC Hohenlimburg) Laura Ufermann (SC Union 08 Lüdinghausen)          |
| 2011/2012 | Alexander Roovers (1. BV Mülheim)          | Fabienne Deprez (FC Langenfeld)            | Thorsten Hukriede (BV Wesel Rot-Weiss) Mike Joppien (FC Langenfeld)                       | Kim Buss (TV Refrath) Carla Nelte (TV Refrath)                                        | Thorsten Hukriede (BV Wesel Rot-Weiss) Kim Buss (TV Refrath)                             |
| 2012/2013 | Fabian Roth (TV Refrath)                   | Fabienne Deprez (FC Langenfeld)            | Max Schwenger (TV Refrath) Andreas Heinz (1. BC Beuel)                                    | Fabienne Deprez (FC Langenfeld) Carla Nelte (TV Refrath)                              | Max Schwenger (TV Refrath) Carla Nelte (TV Refrath)                                      |
| 2013/2014 | Alexander Roovers (1. BV Mülheim)          | Katharina Altenbeck (1. BV Mülheim)        | Mark Byerly (TV Refrath) Mark Lamsfuß (1. BC Wipperfeld)                                  | Linda Efler (TV Emsdetten) Eva Janssens (1. BC Beuel)                                 | Mark Lamsfuß (1. BC Wipperfeld) Linda Efler (TV Emsdetten)                               |
| 2014/2015 | Sven Eric Kastens (FC Langenfeld)          | Katharina Altenbeck (1. BV Mülheim)        | Malte Laibacher (BC Hohenlimburg) Hendrik Westermeyer (BC Hohenlimburg)                   | Hanna Kölling (TV Refrath) Mette Stahlberg (TV Refrath)                               | Fabian Stoppel (BC Hohenlimburg) Laura Riffelmann (BC Hohenlimburg)                      |
| 2015/2016 | Alexander Schmitz (TV Emsdetten)           | Mette Stahlberg (TV Refrath)               | Thorsten Hukriede (BV Wesel Rot-Weiss) Hendrik Westermeyer (BC Hohenlimburg)              | Lisa Kaminski (1. BC Beuel) Hannah Pohl (1. BC Beuel)                                 | Niclas Lohau (STC Blau-Weiß Solingen) Jessica Röthel (STC Blau-Weiß Solingen)            |
| 2016/2017 | Samuel Hsiao (FC Langenfeld)               | Hannah Pohl (1. BC Beuel)                  | Thorsten Hukriede (BV Wesel Rot-Weiss) Hendrik Westermeyer (BC Hohenlimburg)              | Lisa Kaminski (1. BC Beuel) Hannah Pohl (1. BC Beuel)                                 | Philipp Wachenfeld (FC Langenfeld) Fabienne Köhler (FC Langenfeld)                       |
| 2017/2018 | Kai Waldenberger (TV Refrath)              | Katharina Altenbeck (1. BV Mülheim)        | Pasquale Czeckay (1. BV Mülheim) Martin Kretzschmar (TV Witzhelden)                       | Lisa Kaminski (1. BC Beuel) Laura Striewski (BC Hohenlimburg)                         | Fabian Stoppel (BC Hohenlimburg) Laura Striewski (BC Hohenlimburg)                       |
| 2018/2019 | Kai Waldenberger (TV Refrath)              | Alicia Molitor (1. BC Beuel)               | Marvin Datko (1. BC Beuel) Christopher Klauer (TV Refrath)                                | Anika Dörr (TV Refrath) Jennifer Karnott (TV Refrath)                                 | Fabian Stoppel (BC Hohenlimburg) Laura Striewski (BC Hohenlimburg)                       |
| 2019/2020 | Kai Waldenberger (TV Refrath)              | Annalena Diks (STC Blau-Weiß Solingen)     | Marvin Datko (1. BV Mülheim) Christopher Klauer (TV Refrath)                              | Lisa Kaminski (1. BC Beuel) Hannah Pohl (1. BC Beuel)                                 | Martin Kretzschmar (1. BV Mülheim) Joyce Grimm (1. BV Mülheim)                           |
| 2020/2021 | nicht ausgetragen                          | nicht ausgetragen                          | nicht ausgetragen                                                                         | nicht ausgetragen                                                                     | nicht ausgetragen                                                                        |
| 2021/2022 | Felix Hammes (1. BC Beuel)                 | Brid Stepper (1. BC Beuel)                 | Felix Hammes (1. BC Beuel) Christopher Klauer (TV Refrath)                                | Katja Holenz (1. BC Beuel) Brid Stepper (1. BC Beuel)                                 | Moritz Rappen (1. BC Beuel) Katja Holenz (1. BC Beuel)                                   |
| 2022/2023 | Lennart Konder (1. BC Beuel)               | Fabienne Deprez (SpVgg Sterkrade-Nord)     | Niclas Lohau (STC Blau-Weiß Solingen) Niklas Niemczyk (STC Blau-Weiß Solingen)            | Katja Holenz (1. BC Beuel) Brid Stepper (1. BC Beuel)                                 | Christopher Klauer (BC Hohenlimburg) Alicia Molitor (STC Blau-Weiß Solingen)             |
| 2023/2024 | Alexander Becsh (SC Union 08 Lüdinghausen) | Fabienne Deprez (SpVgg Sterkrade-Nord)     | Malte Laibacher (BC Hohenlimburg) Fabian Stoppel (BC Hohenlimburg)                        | Anna Mejikovskiy (1. BC Beuel) Brid Stepper (1. BC Beuel)                             | Niclas Lohau (STC Blau-Weiß Solingen) Lena Fischer (SSV WBG Bochum)                      |
| 2024/2025 | Alexander Roovers (VfB GW Mülheim)         | Annalena Diks (SSV WBG Bochum)             | Brian Holtschke (TV Refrath) Bennet Peters (TV Refrath)                                   | Annika Horbach (1. BC Beuel) Brid Stepper (1. BC Beuel)                               | Marcello Kausemann (TV Refrath) Annika Horbach (1. BC Beuel)                             |